# Toon van de Ven
Antonius Hubertus (Toon) van de Ven (Tienray, 19 oktober 1924 - Broekhuizen, 16 juni 2006) was een Limburgse kunstschilder, astroloog en wichelroedeloper.

## Biografie
Van de Ven groeide op in Blerick en ging vanaf 1946 studeren aan de Amsterdamse Rijksakademie van beeldende kunsten. Na zijn studie ging hij aan de slag als tekenleraar aan het Venlose St Thomascollege en het Blerickse Blariacumcollege. Naast zijn leraarschap maakte Van de Ven schilderijen, etsen en pentekeningen in magisch realistische stijl. In 1967 verhuisde Van de Ven naar Broekhuizen. Hij was medeoprichter van de Teken- en Schilderclub van Broekhuizen.
Hij kende veel succes op tentoonstellingen in galeries in binnen en buitenland. Een van de hoogtepunten was de overzichtstentoonstelling in het Museum van Bommel van Dam in Venlo in 1978.
Hij was vaak te vinden aan de Maas, want een van zijn grote hobby's was vissen. Daar ontmoette hij zijn latere echtgenote Toetie Schoenmakers. 
Ze trouwden in 1953 en het echtpaar Van de Ven kreeg drie kinderen. Via de familie van zijn vrouw kwam hij in contact met de wereld van de astrologie, een van de grote thema's in zijn schilderwerk. Als wichelroedeloper en astroloog was Van de Ven ook bekend en werkzaam in Limburg en omstreken.
Toon van de Ven overleed op 16 juni 2006.

## Exposities
- Overzichtstentoonstelling in Museum van Bommel van Dam in Venlo in 1978.
- Expositie (samen met werken van beeldhouwer Thomas Rodr) in Domani in de Dominicanenkapel in Venlo in maart/april 2015.[1]

- Gemeinsame Normdatei: 1041341091
- International Standard Name Identifier: 0000 0003 8837 0534
- RKD-Nederlands Instituut voor Kunstgeschiedenis: 79946
- Virtual International Authority File: 305162488
- WorldCat: E39PBJtxkbXHGq8pPDkqh3cpT3

1. ↑  Thomas Rodr en Toon van de Ven in Domani